# Neckera californica
Neckera californica là một loài rêu trong họ Neckeraceae. Loài này được Hook. & Arn. mô tả khoa học đầu tiên năm 1841.